# A Sphere in the Heart of Silence
A Sphere In The Heart Of Silence är ett album av Josh Klinghoffer och John Frusciante, släppt 2004.
Det är det femte albumet på John Frusciante's sex skivor på sex månader-serie varav Josh ej varit med på alla men de flesta. 
Frusciante kallade vid släppningen detta album "a record of electronic music" (ett album med  electronisk musik). Visserligen är det baserat på electronica men det är oklart om Frusciante verkligen tyckte detta eller om han endast menade i jämförelse med de skivor han släppt tidigare under sin ovan nämnda sex-månader-serie. Om albumet är så elektroniskt som detta uttalande får det att låta är diskutabelt.
John sjunger på The Afterglow, Walls och My Life medan Josh sjunger på At Your Enemies och communique samt bakgrundssång på Walls. Sphere är instrumental och på Surrogate People sjunger både John och Josh.

## Låtlista
Alla låtar är skrivna, producerade och framförda av John Frusciante och Josh Klinghoffer.
1. "Sphere" - 8:29
2. "Afterglow" - 5:19
3. "Walls" - 6:19
4. "Communique" - 6:55
5. "At Your Enemies" - 4:23
6. "Surrogate People" - 5:19
7. "My Life" - 1:35